# Біндер Матвій Борисович

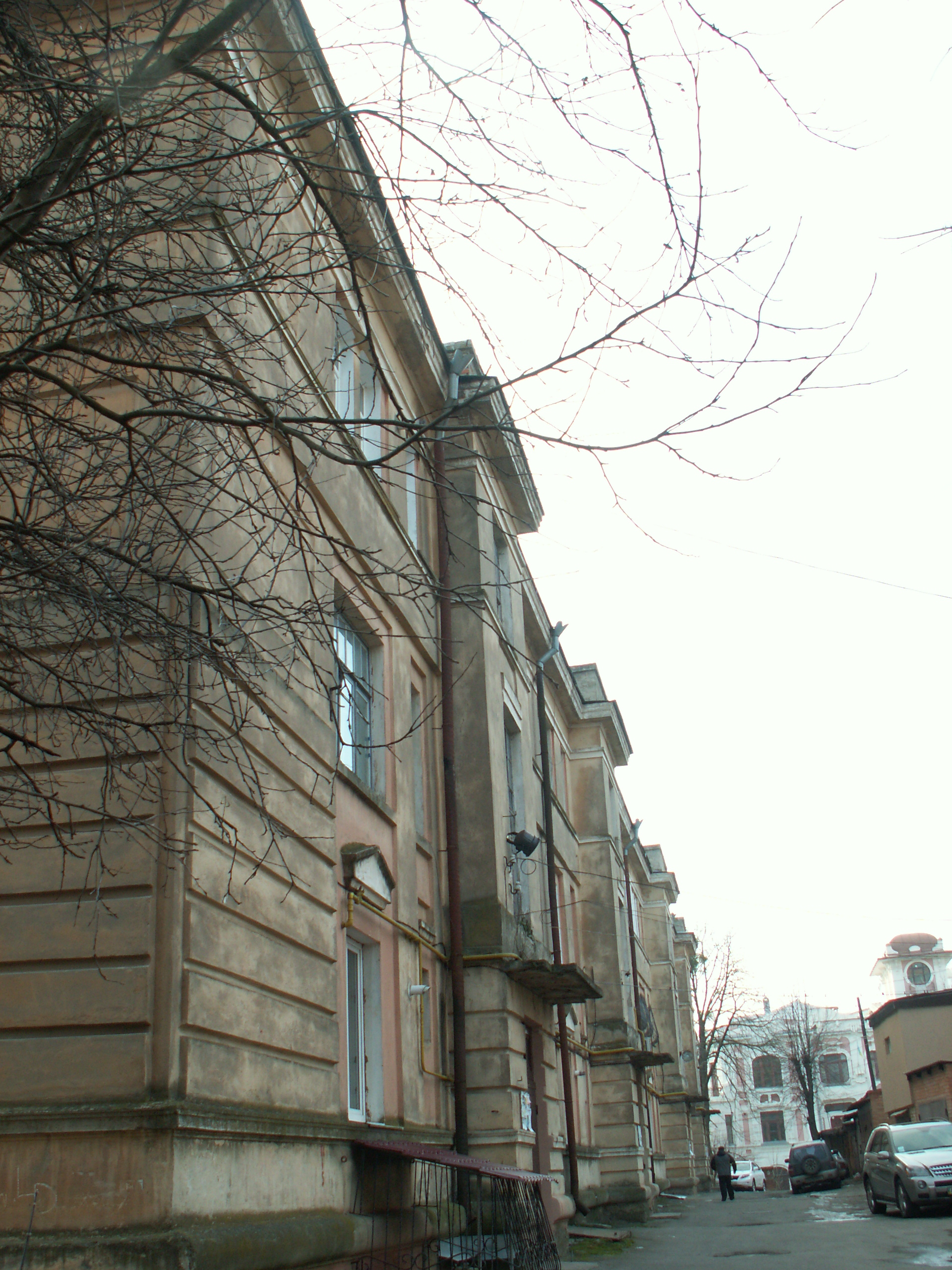
Будинок на вул. Пушкіна, 25

 Бі́ндер Матві́й Бори́сович (* 1888 — †1959) — радянський український архітектор.

## Біографія
У 1915 р. закінчив училище мистецтв у Києві. У Вінниці працював з 1922 р. Автор житлових будинків заготзерна на вул. Першотравневій та жилого будинку на вул. Пушкіна, 25, зведених у 1935—1937 роках. Брав участь у розробці проектів з реконструкції кінотеатрів.

## Галерея
|                             |
| Будинок на вул. Пушкіна, 25 |

|                             |
| Будинок на вул. Пушкіна, 25 |

|                             |
| Будинок на вул. Пушкіна, 25 |